# Западна османска армия (1877)
Западна османска армия (1877) е войсково съединение на Османската армия в Руско-турската война (1877 – 1878 г.).
Западната османска армия е формирана през юни 1877 г. на основата на видинския армейски корпус в състав от 19 табура, 5 ескадрона и 9 батареи. Командир на армията е Осман паша, началник-щаб е Талаат бей. С началото на войната се придвижва ускорено по направленито Видин – Никопол. Задачата е нанасянето на флангов удар от запад на основните сили на действащата руска армия, която преминава успешно през река Дунав при Свищов. Поради бързото превземане на Никопол от руски части се насочва към Плевен и влиза в града на 7 юли 1877 г.
Последователно съставът и е усилван чрез включване на подкрепления от съседните гарнизони. Османското командване изпраща и специални подкрепления: колона на Хивзи паша от 10 000 офицери и войници на 12 септември, колона на Шевкет паша от 16 000 офицери и войници на 27 септември. Общият състав нараства до 50 000 офицери и войници и 72 оръдия. За кратко време се утвърждава като най-боеспособната османска армия на Балканския полуостров. Срещу нея е съсредоточен западният руски отряд.
Западната османска армия отбива три руски атаки. С битката при Ловеч на 22 август 1877 г., атаката на руски и румънски позиции при село Гривица и боевете при Пелишат – Згалево прави неуспешни опити за разкъсване на противниковите сили и провеждане на решително настъпление.
От средата на ноември 1877 г. руското командване предприема пълна блокада на Плевен. С превземането на Ловеч, Ябланица, с. Горни Дъбник, с. Телиш и овладяването на западния бряг на р. Вит руските части сключват плътен блокаден пръстен около Плевен. Западната османска армия преминава към кръгова отбрана. Заема отбранителна линия 20 – 25 km, разделена на пет отбранителни участъка:
- 1-ви с командир Адил паша,
- 2-ри с командир Атуф паша,
- 3-ти и 4-ти с командир Тахир бей,
- 5-и с командир Сюлейман бей.

Средно един километър от отбранителната линия се отбранява от 1800 – 1900 офицери и войници и 3 скорострелни оръдия. Изградена е укрепена редутна инженерна система, свързана с 36 km траншеи и стрелкови окопи. Системата е свързана със съобщителни телеграфни връзки. Осигуряването с боеприпаси е на висота. Към края на ноември армията изпада в продоволствена и санитарна криза. Хлебните дажби на личния състав са намалени три пъти. На 30 октомври Осман паша отхвърля руското предложение за капитулация. Пропада опита на Орханийската османска армия с битките при Арабаконак, Правец и на централната османска армия при Елена да отвлекат руското внимание и да деблокират Плевен.
В началото на декември след изчерпване на хранителните запаси е взето решение да се направи последен опит за пробиване на блокадата и изтегляне в направлението към София. Ранените са оставени в града под закрилата на международния „Червен кръст“. Целият личен състав е съсредоточен в района на моста на река Вит. Войниците са снабдени с усилен боекомплект от боеприпаси и сухари за три дни. На 28 ноември 1877 г. след ожесточена битка на фронт от 3 km Осман паша се предава с целия личен състав и въоръжение на западната руска армия. Капитулацията има решителна роля за крайния изход от войната.